# Pterolophia parabaiensis
Pterolophia parabaiensis är en skalbaggsart som beskrevs av Stefan von Breuning 1968. Pterolophia parabaiensis ingår i släktet Pterolophia och familjen långhorningar. Inga underarter finns listade i Catalogue of Life.